# برودروموس (فويوتيا)
برودروموس (Πρόδρομος) هي قرية في فويوتيا في مقاطعة كينتريكي إلادا في اليونان.